# ジョー・アイエロ
ジュゼッペ・"ジョー"・アイエロ（Giuseppe "Joe" Aiello、1891年9月20日 - 1930年10月23日）はアメリカのシチリア出身のマフィア。

## 略歴
シチリア・パレルモ県バゲリーアで生まれる。1907年7月に一家とともに渡米し、ニューヨークとシカゴでイタリア産食品などの輸入を行う。アントニオ・ロンバルド（Antonio Lombardo）と共同でチーズの輸入を行ったのが縁で、次第に裏社会へと足を踏み入れていき、禁酒法下での酒の密造に手を染めた。リトル・イタリーの酒類密造業ではジェンナ兄弟の後継者的存在で、アル・カポネもアイエロ一家を恐れたという。
その後、ロンバルドがアイルランド系ギャングと合流したため、提携を解消した。またシチリア系アメリカ人の互助組織シチリア同盟（ウニオーネ・シチリオーネ）に干渉しようとするカポネを嫌い、対立を深めた。
1927年、カポネより脅迫を受け2人の弟と2年間にわたりニュージャージー州のトレントンに逃亡したが、シカゴの密輸利権を保持した。
同じ頃、ニューヨークのジョー・マッセリアがシカゴの利権争いに割って入り、アイエロを傘下に入れようとしたが、アイエロが拒否したため、マッセリアはカポネを支持して自陣に加えた。アイエロはニューヨークのコラ・シーロ、デトロイトのガスパー・ミラッツオやバッファローのステファノ・マガディーノらアメリカ北東部に散らばるシチリアのカステラマレ派閥と提携していた。
1928年、カポネ側に付いたロンバルドを葬り、1930年までにシカゴのシチリア・マフィア組織のトップに立った。同年、マッセリアがニューヨークでカステラマレ派に死の宣告を出し、カステラマレ派リーダーに選ばれたサルヴァトーレ・マランツァーノがこれに反発して戦争を始めると、ミラッツオやマガディーノと共にマランツァーノを支援した（カステランマレーゼ戦争）。
再び命の危険にさらされバッファローのマガディーノの元に潜伏したが、マランツァーノやマガディーノの制止にもかかわらずシカゴに戻った直後に殺された。1930年10月23日、友人のアパートに行ったところをカポネのヒットマンにマシンガンで襲撃され、殺害された。

## エピソード
- ジョニー・トーリオたちにシチリア同盟のシカゴ支部長に推薦されたという。
- アイエロはカポネの首に50万ドルの賞金をかけたという。しかし、カポネの部下ジャック・マクガーンがアイエロの殺し屋を消しカポネを守った。そのため別の方法を考え、カポネの行きつけのレストランの料理人を1万ドルで買収して料理に青酸カリを入れるように言った。しかし料理人は前払いを要求し金をもらうと、このことをカポネに知らせカポネに気に入られた。このあとカポネはアイエロ抹殺を宣言した。